# Cruz Azul
Cruz Azul Fútbol Club, A.C (eller bare Cruz Azul) er en mexicansk fodboldklub fra hovedstaden Mexico City. Klubben spiller i landets bedste liga, Liga MX, og har hjemmebane på stadionet Estadio Azul. Klubben blev grundlagt den 22. maj 1927, og har siden da vundet otte mesterskaber, tre pokaltitler og seks udgaver af CONCACAF Champions League.
Klubbens seks Champions League-titler gør den til den mest succesfulde klub i international nordamerikansk klubfodbold.

## Titler
- Liga MX (8): 1968-69, 1970, 1971-72, 1972-73, 1973-74, 1978-79, 1979-80, Invierno 1997

- Copa México (3): 1968-69, 1996-97, Clausura 2013

- CONCACAF Champions League (6): 1969, 1970, 1971, 1996, 1997, 2014

## Kendte spillere
| - Miguel Marín - Luciano Figueroa - César Delgado - Marcelo Delgado - Mauro Formica - Luis Amaranto Perea - Mauro Camoranesi - Gerardo Torrado - Óscar Pérez - Aarón Galindo - Ricardo Osorio - Francisco Fonseca - Ignacio Flores Ocaranza - Javier Guzmán - Javier Sánchez Galindo - Guillermo Mendizábal - Fernando Bustos - Javier Sánchez Galindo - Francisco Palencia - Carlos Hermosillo - Pablo Barrera - José de Jesús Corona - Eladio Vera - Carlos Jara Saguier - Alberto Quintano |